# Мартоси
Мартоси (рос. Мартосы) — український старшинський, пізніше дворянський рід.
Нащадки Василя Мартоса (друга половина XVII ст.).

## Опис герба
В червоному полі золоте колесо, увінчане на осі срібним хрестом (Осорія).
Нашоломник: три страусиних пера.

## Представники
- Мартос, Іван Романович (1760—1831) — діяч масонського руху, вихованець Київської Академії, кабінет-секретар Кирила Розумовського.
- Мартос, Іван Петрович (1754—1835) — видатний скульптор;
  - Мартос, Олексій Іванович (1790—1842) — дійсний статський радник, історик, письменник;
- Мартос, Микола Миколайович (1858—1933) — генерал від інфантерії РІА, пізніше діяч Білого руху;
- Мартос, Борис Миколайович (1879—1977) — український громадсько-політичний діяч, учений-економіст, кооператор і педагог, п'ятий голова Ради Міністрів УНР.